# Mikel Arregi Marin
Mikel Arregi Marin (Lakuntza, 1947 - Etxarri Aranatz, 11 de novembre de 1979) fou un polític basc, regidor de Lakuntza per Herri Batasuna. L'11 de novembre de 1979 fou assassinat a trets per la Guàrdia Civil espanyola quan anava en cotxe amb 4 companys més.

## Trajectòria
Arregi fou jugador de futbol del Lagun Artea Kirol Elkartea, club local de Lakuntza en què se'l conegué com a Mele, i dinamitzador actiu de la societat gastronòmica Lakuntzako-pertza. També participà a la fundació de la cooperativa Sakana i milità al partit polític independentista i socialista basc Herri Batasuna, a través del qual fou escollit regidor de l'Ajuntament de Lakuntza. Al llarg del seu càrrec fou un dels membres presents a la junta de constitució d'Euskal Biltzarre Nazionala, un projecte d'aglutinació dels sectors socials progressistes.
La matinada de l'11 de novembre de 1979 fou assassinat a trets per la Guàrdia Civil espanyola quan anava en cotxe, amb quatre companys més, de tornada a Lakuntza des de Ziordia. El crim es cometé quan el vehicle creuava el poble d'Etxarri Aranatz, a l'alçada de l'antiga caserna del municipi. Arregi, situat a la part posterior del vehicle, rebé l'impacte d'una bala, mentre que Mariano Fernández, també de Lakuntza, fou lleument ferit per alguns impactes que li fregaren l'esquena. Traslladat d'urgència a l'hospital més proper, morí en el trajecte. La mateixa nit de l'assassinat morí la seva mare «perquè no superà el cop» quan la notícia arribà a la família, segons manifestà Txaro Arregi, germana del difunt. Després de l'assassinat, es convocà una vaga general i es realitzà un acte polític a la Plaça de l'Ajuntament de Pamplona. Segons Iosu Imaz, «es van tancar els carrers i la policia va colpejar als que hi eren. No van deixar que el congrés acabés aquí, i fins i tot van colpejar als parlamentaris. La resposta va ser molt fort i l'assetjament va ser constant».
La versió oficial emesa pel Govern Civil de Navarra exculpà els agents de policia en un comunicat que assegurà que el cotxe no s'aturà quan li donaren l'alto i que per això un dels guàrdies civils, amb un subfusell Z-70-B, «efectuà dues ràfegues curtes de metralleta cap a les rodes, disparant novament sobre l'esmentat vehicle dos guàrdies civils que es trobaven 30 metres més endavant, després d'observar que aquest continuava circulant». Tot i que l'autoritat governamental intentà justificar l'homicidi, una comissió d'investigació refutà l'argument. Entre altres proves presentades hi hagué la de nombrosos testimonis que explicaren com el control policial ja s'havia retirat en el moment del crim i, fins i tot, un conductor d'ambulàncies proper «els va dir als guàrdies civils com ho van fer [l'assassinat]». Així mateix, els quatre passatgers del cotxe coincidiren a afirmar que no hi havia cap control de policia quan es disparà la ràfega de trets de metralleta.
El setembre de 1981, l'Audiència Provincial de Navarra donà la raó a la comissió d'investigació i condemnà a Ginés Cecilia Rico, guàrdia civil responsable del tret letal, a dos mesos de presó per haver comès «un delicte d'imprudència simple amb infracció de reglament i resultat de mort». Complementàriament, també fou condemnat al pagament d'una indemnització econòmica de 2 milions de pessetes a la família i una altra de 55.449 pessetes per la reparació del cotxe malmès.

## Homenatges

### Monòlit a Lakuntza
En honor d'Arregi, l'artista José Ramón Anda realitzà una escultura d'homenatge, amb l'ajut de la cooperativa Sakana. Un any després de la inauguració, s'hi cometeren diversos atemptats amb la intenció de derruir el monument, alguns d'ells amb explosius, sense que s'hagi investigat ni processat a cap dels seus responsables.
L'11 de febrer de 1981, una càrrega explosiva de 100 grams de trilita destrossà la base del monument, minuts després que s'hagueren produït ràfegues de trets contra un turisme i un comerç d'Etxarri Aranatz. El 12 d'octubre de 1981, un vehicle a tracció subjectà amb cables la part malmesa i aconseguí derruir-la totalment tibant d'ella. El 25 de maig de 1983, a les dues setmanes de la reinauguració del monòlit, hi esclatà un artefacte de 1'5 quilograms de goma-2. La conseqüent ona expansiva provocà el trencament de nombrosos vidres d'edificis circumdants. Els assetjaments continuaren al llarg del temps, prova d'això és que al 2019 fou robada la placa que porta un text i una foto d'Arregi.

### Escultura a Etxarri Aranatz
Així mateix, a Etxarri Aranatz hi ha una plaça a nom seu, en la qual s'hi instal·là una placa amb la seva fotografia i una escultura que li ret homenatge. L'any 2014, l'associació Dignidad y Justicia presentà una denúncia sol·licitant al Tribunal Administratiu que retirés una de les seves imatges. El febrer de 2020, uns desconeguts arrencaren la placa d'homenatge, agressió que fou denunciada pels familiars d'Arregi.

### Altres
El carrer principal de Lakuntza també porta el seu nom, i el seu ajuntament el declarà, el novembre de 2017, «víctima del conflicte» i exigí «plena veritat, justícia i reparació».
El març de 2015, la família del difunt es personà al Parlament de Navarra i denuncià «la impunitat existent en tants casos que han succeït» i la seva «impotència» davant de la ridícula condemna judicial a l'assassí material d'Arregi. La intervenció a l'assemblea legislativa es realitzà en el marc del debat de llei foral de reconeixement i reparació de les víctimes per actes de motivació política.
El 30 d'octubre de 2019, en motiu del 40è aniversari de la seva mort, es presentà en públic la iniciativa per a la memòria, la justícia i la reparació «Mikel Arregi Gogoan».